# POPAI
POPAI – The Global Association for Marketing-at-Retail – międzynarodowa organizacja non-profit, zrzeszająca firmy zajmujące się marketingiem w miejscu sprzedaży (ang. marketing at-retail, retail marketing), zajmująca się badaniami oraz procesami shopper marketingu. Organizacja powstała w 1936 r. Należy do najstarszych branżowych organizacji marketingu na świecie. Jest jedynym, globalnym stowarzyszeniem dla tej branży. Strukturę globalną tworzy 20 oddziałów krajowych, działających w formie stowarzyszeń branżowych. POPAI liczy ponad 1700 członków, reprezentujących 45 krajów.
Do POPAI należą firmy reprezentujące m.in. następujące branże: producenci rozwiązań POSM (inaczej: P.O.S – Point of Sales; P.O.P – Point of Purchasing), digital signage (producenci ekranów, integratorzy systemów, producenci contentu, oprogramowania, producenci infokiosków i innych rozwiązań komunikacji cyfrowej), agencje reklamowe, marketerzy oraz inne firmy, świadczące usługi w tej branży (merchandisingowe, visual merchandisingowe, field marketingowe i inne).
Skrót POPAI pochodzi od wcześniejszej nazwy: Point of Purchase Advertising International

## POPAI Poland
POPAI Poland jest stowarzyszeniem firm zajmujących się rozwojem działań marketingowych, realizowanych w miejscu
sprzedaży, określanych jako marketing at-retail lub retail marketing. Polski oddział stowarzyszenia został zarejestrowany w grudniu 2008 roku. Wcześniej, w lutym 2008 był organizatorem polskiej wersji konkursu POPAI Poland Awards. W roku 2021 stowarzyszenie zakończyło działalność.